# Judíos de Belmonte

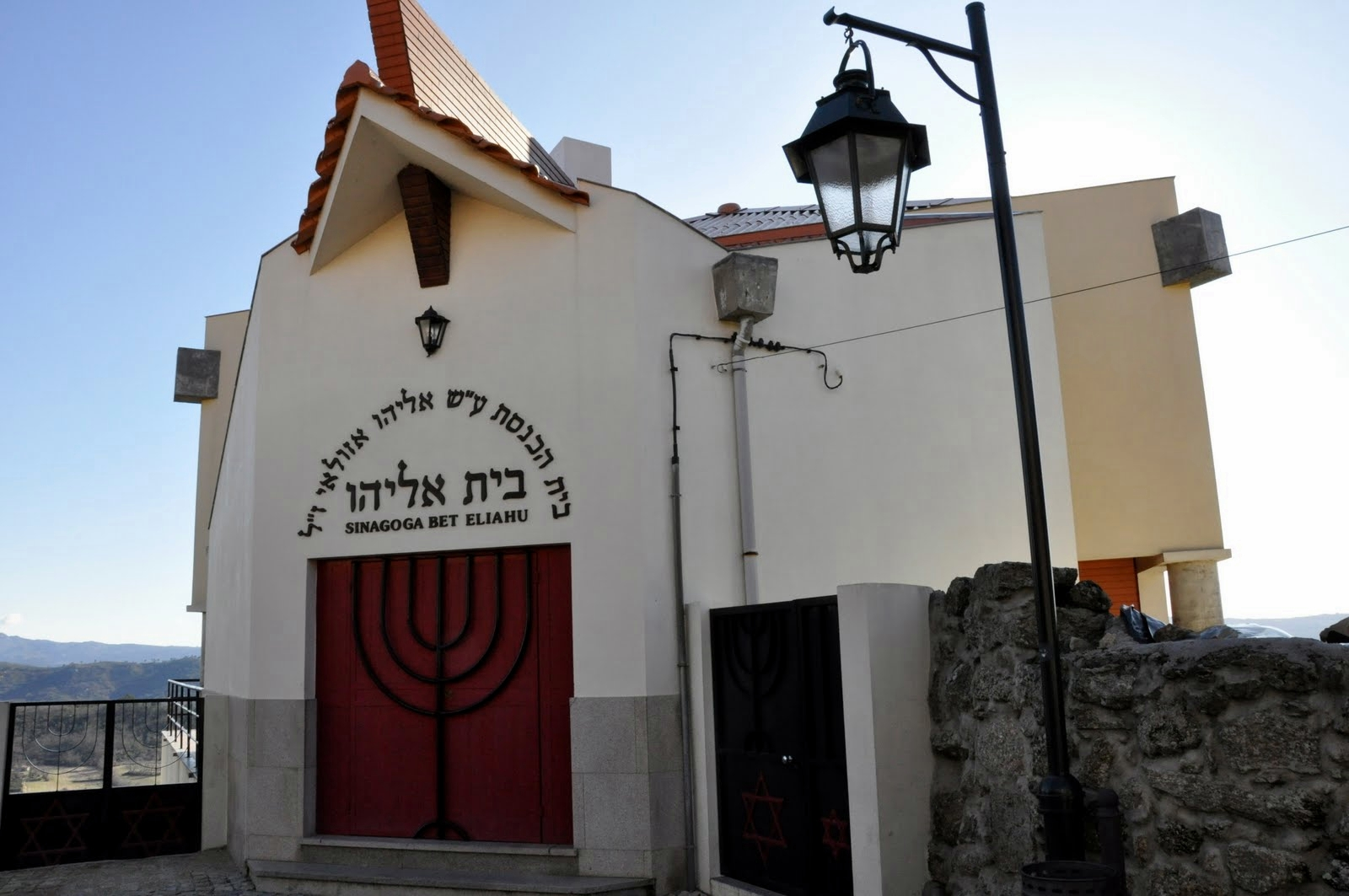
Sinagoga de Belmonte, inaugurada en 1996

Los Judíos de Belmonte son una comunidad de judíos que se mantuvo en secreto durante cientos de años gracias a matrimonios entre sus miembros y a mantener su fe en secreto. La comunidad judía de Belmonte, Portugal, se originó en el siglo XII, estando sus miembros en secreto hasta el siglo XX, cuando fueron delatados por un capitán Askenazí de la armada portuguesa. La cultura sefardita de este grupo es única. 
Los primeros contactos con otros judíos tuvieron lugar hace pocas décadas, declarándose actualmente como judíos ortodoxos, aunque manteniendo antiguas tradiciones. 